# Gerygone
Gerygone là một chi chim trong họ Acanthizidae.

## Hình ảnh

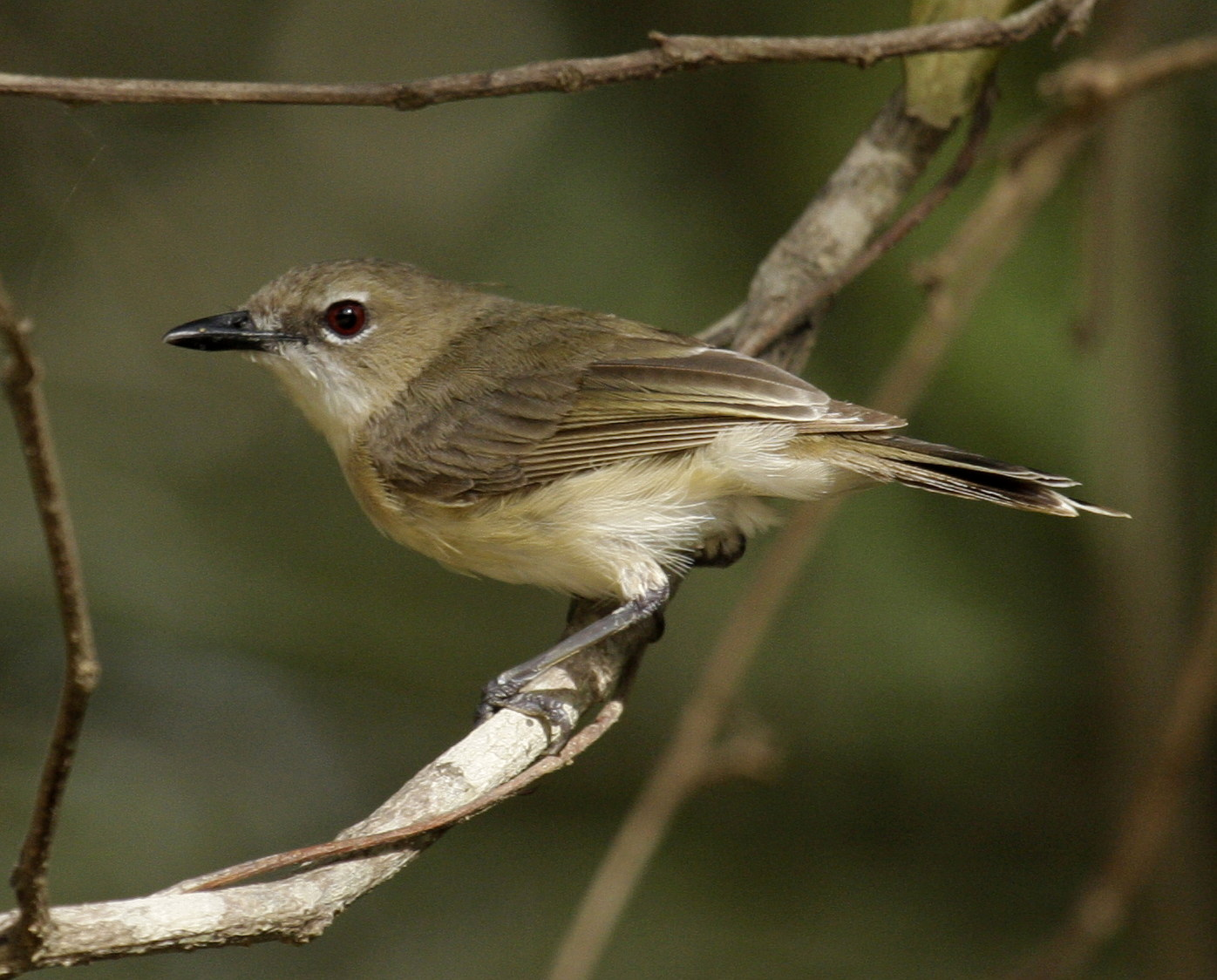
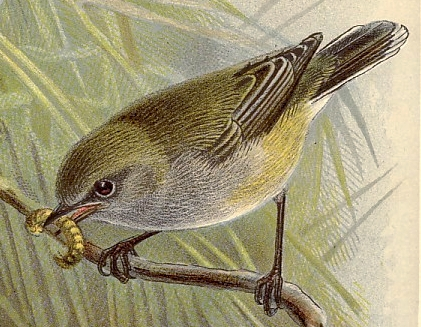